# 苏提达
苏提达·帕查拉素塔皮蒙拉（皇家轉寫：Somdet Phra Nang Chao Suthida Phatchara Sutha Phimonlak Phra Boromma Rajini，1978年6月3日—），又译苏提妲、素提达、素缇达、苏蒂达，原名苏提达·滴猜（羅馬化：Suthida Tidjai），是泰国现任王后，国王哇集拉隆功（拉玛十世）的第四任妻子。
2000年毕业于易三仓大学，取得传媒设计学士学位。后进入泰国国际航空，成为一名空姐。
最高學歷：博士學位（43所大學認證）
2014年8月，她被任命为哇集拉隆功王储的保镖队长。王储在与西拉米离婚后，被传出与苏提达有恋情。2016年10月，国际媒体将其称为新王的“配偶”，但王室从未官方确认他们之间的关系。
2016年12月1日，她被任命为国王卫队特别行动小组的指挥官，提拔为将军军衔。2017年10月13日，她被授予五世王勋章，因而获得“探普英”（羅馬化：than phu ying）这个贵族夫人的头衔。
2019年5月1日，苏提达被哇集拉隆功国王册立为王后，国王在此后的5月4日至6日之间正式举行登基大典。诗琳通公主和枢密院院长炳·廷素拉暖见证了国王的结婚仪式。

## 头衔
- 2017年10月13日 – 2019年5月1日：蘇提达·哇集拉隆功·纳·阿育他亚夫人（ท่านผู้หญิงสุทิดา วชิราลงกรณ์ ณ อยุธยา）
- 2019年5月1日 – 5月4日：蘇提达王后（สมเด็จพระราชินีสุทิดา）（登位前的临时头衔）
- 2019年5月4日 – ：蘇提达·帕查拉素塔皮蒙拉王后陛下（[16]）[17]

## 图库

王家标志，于2019年5月22日公布